# Куценко Олександр Андрійович
Олександр Андрійович Куценко (13 травня 1902, Огульці  — 7 серпня 1966, Київ) — радянський воєначальник, військовий педагог, генерал-майор.

## Біографія
Народився 13 травня 1902 року на станції Огульцях (нині село Валківського району Харківської області) в сім'ї робітника. Українець. У 1917 році закінчив трикласне залізничне училище, і став працювати чорноробом служби колії на залізничній станції Огульці Південних залізниць Харківської області.
15 травня 1920 року добровольцем вступив до лав Червоної армії, вступив в харківську школу «червоних старшин». Брав участь в Громадянській війні в Росії. З 1920 року по лютий 1921 року служив у складі 1-ї зведеної дивізії курсантів і брав участь у битвах з загонами Нестора Махна і врангелівцями на Південному фронті.
У жовтні 1924 року призначений командиром взводу в 14-му кавалерійському полку, дислокованому в Українському військовому окрузі. Інструктор верхової їзди в 14-му кавалерійському полку.
У наприкінці 1931 року помічник начальника штабу 15-го кавалерійського полку. У 1933 році направлений на навчання на московські курси удосконалення командного складу моторизованих і механізованих військ, після закінчення яких став начальником продовольчого постачання 15-го кавполку Уральського військового округу.
У листопаді 1938 капітан Куценко О. А. направлений на навчання до Військової академії імені М. В. Фрунзе.
У квітні 1941 року — помічник командира полку з господарської частини в 55-му мотострілецькому полку, майор.
З початком німецько-радянської війни призначений на посаду командира 710-го стрілецького полку Західного фронту. Після поранення в 1941 році і лікування в шпиталі призначений командиром 1170-го стрілецького полку Калінінського фронту де йому присвоєне чергове військове звання підполковника. У лютому 1942 року призначений командиром 174-ї стрілецької дивізії, яка в березні 1942 року була нагороджена почесним званням «Гвардійська» і перейменована в 20-у гвардійську стрілецьку дивізію.
Пізніше, до 1944 року командував 243-ю стрілецькою дивізією. 7 січня 1944 року відбув до Кисловодська в санаторій, після чого, з початку 1944 року, перебував на лікуванні в Кисловодському військовому шпиталі.
У 1944 році на підставі постанови Державного Комітету Оборони СРСР № 6002, від 4 червня 1944 року, і директиви Генерального штабу ЧА № ОРГ / 309472, від 10 червня 1944, утворено Тамбовське суворовське військове училище (ТбСВУ), з 28 червня 1944 року — перший начальник ТбСВУ.
З кінця 1945-го по 1949 рік був начальником Ставропольського суворовського військового училища. З 1949 року — начальник військової кафедри при Ставропольському сільгоспінституті. У 1950—1954 роках — начальник військової кафедри при Київському державному інституті фізичної культури. 9 грудня 1954 року, наказом Міністра оборони СРСР, звільнений у відставку (через хворобу), з правом носіння військової форми з особливими відзнаками на погонах.

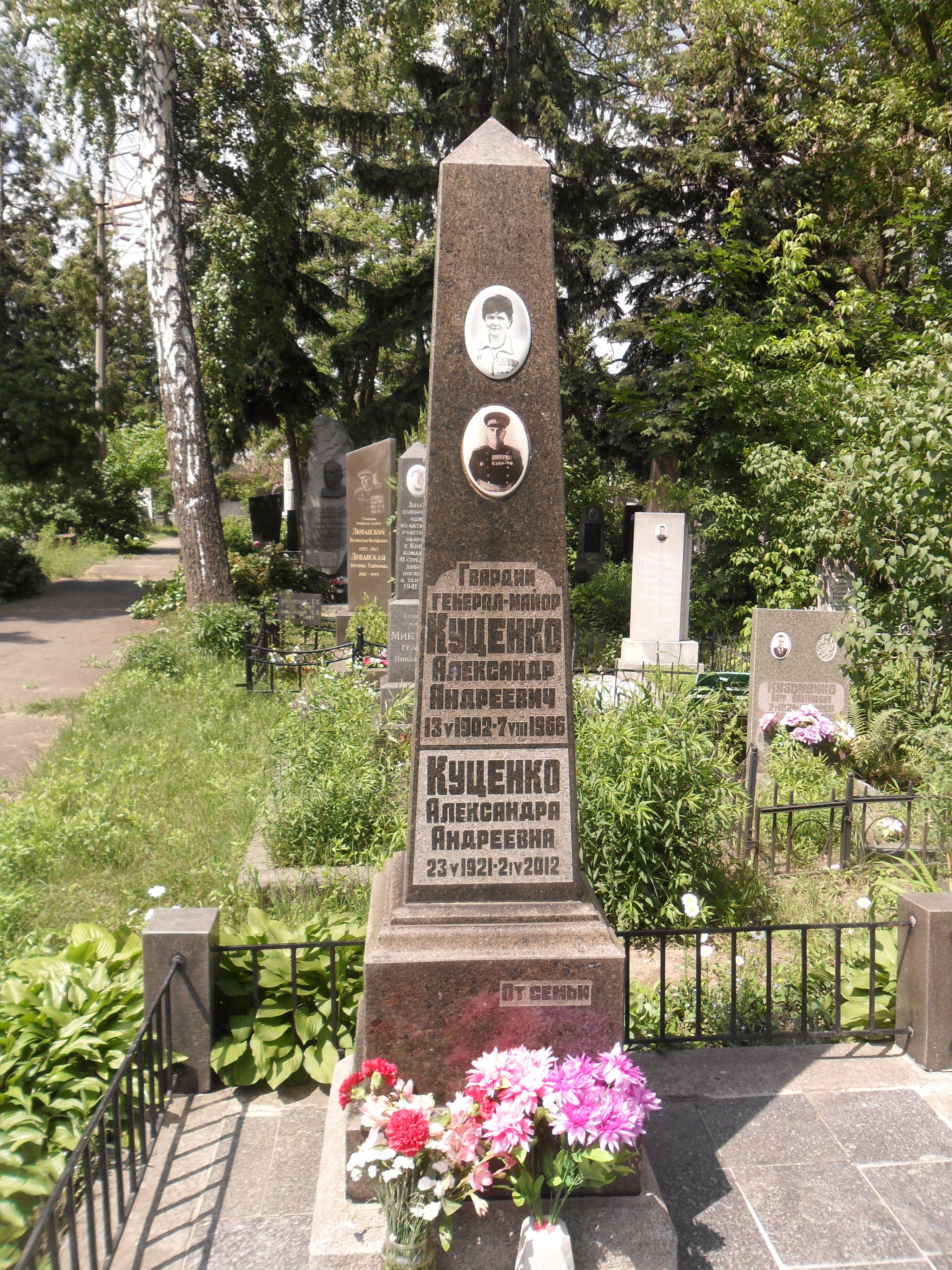
Могила Олександра Куценка

Помер 7 серпня 1966 року в Києві, похований на Лук'янівському військовому кладовищі.

## Нагороди
- Орден Леніна (квітень 1945);
- Орден Червоного Прапора (16.02.1942);
- Орден Червоного Прапора (30.01.1943);
- Орден Червоного Прапора (1945);
- Орден Вітчизняної війни, I ступеня (19.03.1945);
- Медалі, в тому числі в 1938 році «ХХ років РСЧА».